# Jean de Valenciennes
 (juin 2025).
Jean de Valenciennes, mort en 1267, est un chevalier croisé originaire du royaume de France, qui fut dans les États latins d'Orient diplomate ainsi que seigneur d'Haïfa.
Il débute au service de l'empereur latin de Constantinople Baudouin II de Courtenay, avant de rejoindre Louis IX lors de la septième croisade. Il est seigneur de Haïfa à la suite de son mariage avec Helvis d'Haïfa. Au nom du royaume de Jérusalem, il mene une importante campagne de levée de fonds en Europe de 1261 à 1264. Il sert Louis IX comme diplomate auprès des Mamelouks en Égypte, de l'Angleterre, de la papauté et de la Sicile.

## Empire latin de Constantinople
Jean nait en France, en Europe mais commence sa carrière dans l'empire latin de Constantinople. En 1243, il prête de l'argent à l'empereur Baudouin II de Courtenay, comme l'indique une lettre adressée par Baudouin à Blanche de Castille. Bien qu'important dans l'entourage de Baudouin, il ne reçoit pas de titre grec ou impérial. En juin 1247, à l'abbaye de Salzinnes à Namur, Baudouin, avocat de Mehaigne, donne une partie de la dîme de Mehaigne à Jean en règlement d'une dette. En juillet, à Chambéry, après avoir réglé toutes ses dettes, Baudouin reçoit de Jean un nouveau prêt de 3 433 livres.

## Terre sainte
Jean sert ensuite le roi Louis IX comme sergent royal pendant la septième croisade. En 1250 et 1251, il est envoyé en mission diplomatique en Égypte avec les Mamelouks avec comme objectif d'obtenir la libération des prisonniers de la croisade et de faire respecter les termes du traité du 1er mai 1250 qui avait mis fin à la croisade.
Jean de Joinville décrit ainsi les premières négociations :

« Il exigea des émirs qu'ils réparent les insultes et les torts qu'ils avaient infligés au roi. Ils répondirent qu'ils le feraient volontiers, à condition que le roi s'allie à eux contre le sultan de Damas. Monseigneur Jean de Valenciennes les réprimanda vivement pour les graves outrages qu'ils avaient commis contre le roi, que j'ai déjà décrits, et leur conseilla de libérer tous les chevaliers qu'ils retenaient en prison, afin d'apaiser le cœur du roi à leur égard. C'est ce qu'ils firent, et ils envoyèrent également tous les ossements du comte Gautier de Brienne pour être enterrés en terre consacrée. »

Jean revient de sa première ambassade en octobre 1250 avec 25 Hospitaliers, 15 Templiers, 10 Chevaliers Teutoniques ainsi que 100 chevaliers et 600 autres prisonniers. Le grand maître de l'Hôpital, Guillaume de Chateauneuf, figure parmi les personnes libérées à cette époque. Jean est de nouveau envoyé en mission après février 1251, où il exige du sultan l'annulation des 200 000 livres restantes que Louis IX lui devait. Il revient avec un éléphant et un zèbre en cadeau pour Louis IX, ainsi que 3 000 prisonniers en échange de la libération de 300 prisonniers égyptiens. Il ramène également des enfants capturés et élevés dans la religion musulmane tandis que la rançon restante est annulée.
En 1257 ou peu avant, il épouse, en tant que troisième mari, Helvis d'Haïfa, veuve de Geoffroy Ier Poulain puis de Garcia Alvarez, aînée des quatre filles et héritière de Rohard II d'Haïfa, précédent seigneur d'Haïfa, et de son épouse Aiglantine de Nephim, mais n'a probablement pas de postérité avec elle. À la suite de ce mariage, il devient seigneur d'Haïfa de jure uxoris jusqu'à la mort de son épouse en 1264. Après le décès d'Helvis, le fils aîné qu'elle a eu avec son premier mari, Gilles Ier Poulain, lui succède comme seigneur d'Haïfa, cependant, la ville est prise militairement l'année suivante par les Mamelouks.

## Retour en Europe
Suite aux raids mongols en Palestine (en) en 1260, Jean et l'archevêque Gilles de Tyr sont envoyés en Europe pour sensibiliser le pape Alexandre IV sur l'état de la Terre sainte mais ils arrivent peu après la mort d'Alexandre en juin 1261. Ils se rendent ensuite à la cour de Louis IX avant de rentrer à Rome après l'élection du pape Urbain IV. Leur mission réussit à convaincre le nouveau pape de lever un impôt d'un centième pendant trois ans pour la défense de la Terre sainte.
En 1262, Jean intervient auprès du pape Urbain IV et du roi Louis IX pour obtenir un règlement rapide avec le roi Manfred de Sicile. À la même époque, Urbain IV reprend la collecte du centième à Eudes Rigaud et Eudes de Lorris pour la confier à Jean et Gilles. L'argent est déposé auprès des Templiers à Paris et Louis IX en contrôle les dépenses. En 1264, Urbain IV décrète une nouvelle levée du centième pour cinq ans en faveur de la Terre sainte. Dans deux bulles papales adressées à Jean, il charge ce dernier et Gilles de collecter de nouveau les fonds.
En 1264, alors que Jean est en Europe, Louis IX l'envoie en Angleterre comme envoyé spécial pendant la seconde guerre des Barons. Son objectif étant de persuader Simon V de Montfort d'accepter la mise d'Amiens et le roi Henri III de cesser de nommer des étrangers à des postes importants, mais la mission est un échec.
Alors que Jean est encore en Europe en mars 1265, Haïfa est conquise par les Mamelouks.
En octobre 1266, lorsque Louis IX décide d'entreprendre la huitième croisade, il envoie Jean et l'archidiacre de Paris en informer le pape Clément IV. Puis en 1267, Louis IX envoie Jean et deux autres personnes à la cour de son frère, le roi Charles Ier d'Anjou, afin de le persuader de se joindre à l'expédition ou, au moins, de fournir de l'argent. Les émissaires arrivent à Rome, où Charles séjourne, début mai.
Jean meurt probablement peu après, au cours de l'année 1167.